# Monika Frommel
Monika Frommel (* 16. September 1946 in Karlsruhe; † 30. Mai 2025) war eine deutsche Rechtswissenschaftlerin. Sie war Direktorin des Instituts für Sanktionsrecht und Kriminologie an der Universität Kiel.

## Leben
Monika Frommel studierte Rechtswissenschaften an den Universitäten Tübingen und München. Nach dem Abschluss ihres Studiums wurde sie 1979 in München promoviert, 1986 wurde sie ebendort habilitiert.
Von 1988 bis 1992 war sie Professorin für Rechtsphilosophie und Strafrecht an der Universität in Frankfurt am Main. In dieser Zeit beschäftigte sie sich vorrangig mit der Strafrechtsgeschichte und der Rechtsphilosophie. Danach erfolgte der Ruf an die Christian-Albrechts-Universität zu Kiel, wo sie von 1992 bis zu ihrer Emeritierung im September 2011 Direktorin des Instituts für Sanktionenrecht und Kriminologie war. Einer ihrer Arbeitsschwerpunkte ist die Kriminologie aus feministischer Perspektive, insbesondere die Reform des Sexualstrafrechts.
Monika Frommel war Schriftleiterin der Zeitschrift Neue Kriminalpolitik, deren Mitherausgeberin sie bis zu ihrem Tode war. Außerdem war sie Mitglied im Beirat der Zeitschrift Kritische Justiz und Mitglied im Beirat der Humanistischen Union.

## Schriften
als Autorin
- Die Rezeption der Hermeneutik bei Karl Larenz und Josef Esser. Dissertation. München 1979. Gremer, Ebelsbach 1981, ISBN 3-88212-022-3.
- Präventionsmodelle in der deutschen Strafzweck-Diskussion. Beziehungen zwischen Rechtsphilosophie, Dogmatik, Rechtspolitik und Erfahrungswissenschaften. Habilitationsschrift. München 1986. Duncker & Humblot, Berlin 1987, ISBN 3-428-06232-9.
- Täter-Opfer-Ausgleich und Opferhilfe im Land Bremen. Mit Adressenliste der Opferhilfevereinigungen, Notrufeinrichtungen und Anlauf- und Beratungsstellen in Bremen und Bremerhaven. Edition Steintor, Bremen 1990, ISBN 3-926028-63-7.
- (Straf-)Recht – Gewalt – Geschlecht – Gibt es eine Tendenz zu mehr egalitärem Recht? Vortragsmanuskript, 2000 (PDF-Datei; 174 kB; Archiv-Version).

als Herausgeberin
- mit Volker Gessner: Normenerosion. Nomos, Baden-Baden 1996, ISBN 3-7890-4096-7.